# 陳講
陳講（1487年—？），字子學，號中川，四川潼川州遂寧縣人，明朝政治人物。正德辛巳進士。嘉靖間官至山西巡撫。

## 生平
正德十一年（1516年）丙子科舉人。正德十六年（1521年）辛巳科三甲十六名進士。选翰林院庶吉士，嘉靖元年（1522年）十一月改授广东道监察御史，七年巡按贵州。九年十一月升山西按察司副使、提调学校，十二年二月升山西布政司右参政，嘉靖十四年（1535年）乙未五月升山东按察使，十五年十二月升河南右布政使，十七年八月升山西左布政使。嘉靖十八年（1539年）六月，以都察院右副都御史， 提督雁门等关兼巡抚山西地方。二十一年二月因山西三关失事，被革职为民。卒赠兵部右侍郎。

## 著作
曾纂嘉靖《遂宁县志》，已佚。著有《中川文集》《陕西茶马志》《如鸟集》等。

## 家族
曾祖陳本乾，祖陳萬鍾，父陳表，母熊氏。